# オネアミスの翼〜Remember Me Again〜
『オネアミスの翼〜Remember Me Again〜』（オネアミスのつばさ リメンバー・ミー・アゲイン）は統乃さゆみの1枚目のシングル。

## 内容
アニメ映画「王立宇宙軍 オネアミスの翼」のイメージソングとして製作された楽曲。映画本編を日本に先駆けロサンゼルスでプレミア上映を行なうと表明した記者会見の席や、上映会のレセプションの場で披露されている。しかし、作品の内容との乖離から作中では使用されていない。2002年、学研「BOMB」タイアップのコンピレーションアルバム「永遠の '80お宝アイドル大集合!」に、当曲がファン投票により収録された。

## 収録曲
1. オネアミスの翼〜Remember Me Again〜
作詞：森生紗都子　作曲：長戸大幸　編曲：長岡長次郎
2. 風のメモワール
作詞：森生紗都子　作曲：長戸大幸　編曲：長岡長次郎